# Lee Ryan
Lee Ryan (Chatham, Kent, Anglia, 1983. június 17.) énekes-dalszövegíró, színész, a Blue együttes tagja.
Az állatszerető férfi 1983-ban született és jelenleg Londonban él. Fiatalabb korában lenyűgöző tehetsége miatt operaénekes karriert is kezdhetett volna.
A Blue oszlopos tagja volt, 2006-ban azonban elváltak útjaik és Lee szólóalbumot készített. Lee Ryan címmel.  A Blue után jelentősebb sikereket nem ért el. Leghíresebb dalai: Jump, Army of Lovers, Turn your car around, Park, Stand Up As People.

## Diszkográfia

### Albumok
| Év   | Album                                                 | Csúcshelyezések | Csúcshelyezések | Csúcshelyezések | Csúcshelyezések | Csúcshelyezések | Csúcshelyezések | Minősítés                        | Eladás                                                     |
| Év   | Album                                                 | UK              | IRL             | GER             | SWI             | ITA             | FRA             | Minősítés                        | Eladás                                                     |
| ---- | ----------------------------------------------------- | --------------- | --------------- | --------------- | --------------- | --------------- | --------------- | -------------------------------- | ---------------------------------------------------------- |
| 2005 | Lee Ryan - Mehjelent: 1 August 2005 - Kiadó: Sony BMG | 6               | 96              | 79              | 61              | 3               | 115             | - UK: Arany - Olaszország: Arany | - Olaszország: 60,000 - UK: 100,000 - Világszerte: 180,000 |

### Kislemezek
| Év   | Cím                                 | Csúcshelyezések   | Csúcshelyezések    | Csúcshelyezések | Csúcshelyezések | Album    |
| Év   | Cím                                 | UK kislemez lista | UK letöltési lista | ITA             | GER             | Album    |
| ---- | ----------------------------------- | ----------------- | ------------------ | --------------- | --------------- | -------- |
| 2005 | "Army of Lovers"                    | 3                 | 17                 | 1               | 29              | Lee Ryan |
| 2005 | "Turn Your Car Around"              | 12                | 22                 | 2               | 52              | Lee Ryan |
| 2005 | "When I Think of You"               | 15                | 29                 | —               | —               | Lee Ryan |
| 2006 | "Real Love" (UK-ban nem jelent meg) | —                 | —                  | —               | 56              | Lee Ryan |
| 2007 | "Reinforce Love"                    | 101               | —                  | —               | —               | —        |

## Fordítás
- Ez a szócikk részben vagy egészben  a   Lee Ryan című angol Wikipédia-szócikk fordításán alapul.  Az eredeti cikk szerkesztőit annak laptörténete sorolja fel. Ez a jelzés csupán a megfogalmazás eredetét és a szerzői jogokat jelzi, nem szolgál a cikkben szereplő információk forrásmegjelöléseként.

## További információ
- Hivatalos oldal
- Lee Ryan a Facebookon
- Lee Ryan az Internetes Szinkronadatbázisban (magyarul)
- Lee Ryan az Internet Movie Database-ben (angolul)
- Lee Ryan a Rotten Tomatoeson (angolul)